# 庶長國
庶長国（?—?），名国，战国时期秦国秦献公時期的庶长。
前363年（周显王六年、秦献公二十二年、魏惠王七年、韩懿侯十二年、赵成侯十二年），秦国出兵攻打魏国少梁（今陕西省韩城市南），赵国出兵救援魏国。第二年，秦国乘魏国与韩国、赵国战于浍水（今山西省翼城县南）之机，秦献公命庶长国率军再次攻打少梁，击败魏军，俘其主将公孙痤（《秦本纪》《魏世家》作公孙痤，《赵世家》作太子痤，《六国表》作太子），并占领繁庞。